# Nevada (banda)
Nevada foi uma banda musical portuguesa constituída por Jorge Mendes e Alfredo Azinheira. Esta banda, então ainda duo, venceu o Festival RTP da Canção e representou Portugal no Festival Eurovisão da Canção 1987, realizado em Bruxelas, com a canção "Neste barco à vela" que terminou em 18 lugar (entre 22 países participantes) com 15  pontos.
A editora Transmédia lançou um single com a versão normal e uma versão instrumental.
O grupo transformou-se em trio depois da saída de Jorge Mendes e a entrada de duas nova cantoras: Fernanda Lopes e de Carla Burity (que tinham participado na Eurovisão nos coros). 

## Discografia

### Álbuns
- Na Outra Margem (LP, Discossete, 1991)

### Singles
- Neste Barco À Vela/Instrumental (Single, Transmédia, 1987)
- Amor Tropical/Eu Não Sei Bem (Single, Discossete, 1991)